# Charles Nix
Charles Nix (n. 25 august 1873, Crawley, Anglia, Regatul Unit al Marii Britanii și Irlandei – d. 8 mai 1956) a fost un trăgător de tir ce a reprezentat Regatul Unit al Marii Britanii și al Irlandei de Nord, medaliat olimpic. A participat la o ediție a Jocurilor Olimpice (1908) în care a câștigat o medalie de argint.

## Participări
Lista de mai jos prezintă principalele competiții la care a participat Charles Nix de-a lungul carierei.
- shooting at the 1908 Summer Olympics – men's team single-shot running deer[*]